# Commiphora gileadensis
Commiphora gileadensis, (sin.:Commiphora opobalsamum), o arbre del bàlsam d'Arabia, és una espècie arbustiva del gènere Commiphora que creix a l'Aràbia Saudita, Iemen, el sud d'Oman, Sudan i al sud-est d'Egipte, on pot haver estat introduït. Altres noms comuns per a la planta inclouen el bàlsam de Galaad i la mirra de la Meca, però això és degut a la confusió històrica entre diverses plantes i els històrics i costosos perfums i drogues que se'n obtenen.
El veritable bàlsam de Gilead era molt rar, i sembla haver-se produït a partir de l'arbre sense cap relació el Pistacia lentiscus. Aquesta espècie també incloïa la Commiphora foliacea, però va acabar identificada i descrita com una espècie separada.

## Descripció
La planta era coneguda pel costós perfum que es pensava que es produïa a partir d'ella, així com per les propietats medicinals excepcionals que es van atribuir a la seva saba, fusta, escorça i llavors (vegeu: bàlsam de Gilead). La Commiphora gileadensis es pot reconèixer a l'instant per l'agradable olor que es produeix quan es trenca una branca o s'aixafa una fulla.
L'escorça de l'arbre de bàlsam es talla perquè la sorra flueixi. Això aviat s'endureix, i té una dolça olor que s'evapora ràpidament. Es mastega la goma resinosa endurida, es diu que es tria bé com una resina de llimona o pinyol, i també es crema com encens.
Segons on creix la Commiphora gileadensis, pot variar en grandària, des d'un arbust de fulla petita fins a un arbre de fulla gran, generalment només de fins a 4 m d'alçada. Rarament no és espinós, escorça o descama escorça quan es talla i ressona una agradable resina olorosa. Les seves fulles s'alternen en brots laterals condensats curts, pinnats amb 3-5 volants. Els fullets són oblongos, 5-40 mm de llarg x 3-35 mm de diàmetre, amb puntes agudes i lleugerament peludes. Les flors són de color vermell, subescalats i la planta té 1-5 d'ells en brots laterals condensats curts entre les fulles. Els fruits són vermells i marrons amb quatre ratlles blanques longitudinals, un de sembra i dividint-se en 2-4 vàlvules.

## Taxonomia
Commiphora gileadensis va ser descrita per (Jacq.) Carl von Linné i publicat a Species Plantarum, Editio Secunda 1: 557. 1762.
Sinonímia
- Amyris gileadensis L.
- Amyris opobalsamum L.
- Balsamea gileadensis (L.) Oken
- Balsamea meccanensis Gled.
- Balsamea opobalsamum Baill.
- Balsamodendrum ehrenbergianumO.Berg
- Balsamodendrum gileadense (L.) Kunth ex DC.
- Balsamodendrum opobalsamum(L.) Kunth ex DC.
- Balsamus libanotus Stackh.
- Balsamus meccanensis Stackh.
- Balsamus theophrasti Stackh.
- Commiphora opobalsamum (L.) Engl.

## Nom comú
Se'ls coneix popularment per arbre del bàlsam de Judea,, arbre del bàlsam de la Meca,, arbre del bàlsam d'Aràbia.